# Sukhoi Su-17
Sukhoi Su-17 (tên ký hiệu của NATO 'Fitter') là một dòng máy bay tiêm kích bom cánh cụp cánh xòe của Liên Xô, được phát triển từ Sukhoi Su-7. Dòng máy bay này được xuất khẩu rộng rãi tới các nước Đông Âu, Châu Á, và Trung Đông, và cũng được biết đến rộng rãi ở Việt Nam dưới định danh xuất khẩu là Sukhoi Su-22.
Phiên bản Su-17/22M4 mà Không quân Nhân dân Việt Nam đang sử dụng được xem là phiên bản cuối cùng và hiện đại nhất của dòng Su-17/22, được sản xuất vào cuối thập niên 80 - đầu thập niên 90. Khác với ngoại hình trông có vẻ lỗi thời và có sự tương đồng lớn với "bô lão" Mikoyan-Gurevich MiG-21, biến thể Su-22M4 không "già" và lạc hậu hơn so với các dòng tiêm kích thế hệ 4 được sản xuất và biên chế cùng thời điểm như Sukhoi Su-27, Mikoyan MiG-29, Grumman F-14 Tomcat, McDonnell Douglas F-15A/B/C Eagle, General Dynamics F-16A/B Fighting Falcon... Nó được trang bị các hệ thống điện tử, trinh sát và chỉ thị mục tiêu tương đối hiện đại cùng với khả năng sử dụng tốt các dòng tên lửa tấn công có dẫn đường.

## Thiết kế
Lịch sử của Su-22 bắt đầu như một nỗ lực để cải tiến máy bay tiêm kích bom Su-7. Dù Su-7 có một số ưu điểm, bao gồm một bộ khung vững chắc và tốc độ bay thấp hoàn hảo, nhưng cánh của nó có những điểm méo mó nhỏ và nó có tốc độ cất - hạ cánh lớn do đó đòi hỏi phải có đường băng dài.
Những nghiên cứu của Viện Thủy khí động học Trung ương Xô viết (TsAGI) đã đề xuất một hình dạng cánh cụp cánh xòe. Cánh có hình dạng thay đổi được, có thể xòe ra để nâng cao độ ổn định ở độ cao thấp và hiệu suất tuần tra cũng như hỗ trợ việc cất - hạ cánh, hay cụp lại để bay với tốc độ cao hơn. Vài mẫu cánh VG planform đã được phát triển cho Su-7 (và máy bay ném bom Tupolev Tu-22), hình dạng được chọn cho phép chỉ phần ở phía ngoài chuyển động, để lại một đoạn cánh phía trong cố định. Ngoài việc làm cho máy bay dễ dàng tương thích với cánh mới, thân máy bay cũng được thiết kế sửa chữa cho phù hợp, bộ càng đáp được chuyển vào những khoang nhỏ trong cánh thay vì trong thân như trước kia, cho phép mở rộng giá treo vũ khí dưới thân, điểm treo vũ khí dưới cánh được đặt dưới phần cánh cố định.
Một sửa đổi trên Su-7 với thiết kế cánh mới đã được xây dựng và nó bay lần đầu tiên vào 2 tháng 8 năm 1966 với tên gọi là Su-7IG (Изменяемой Геометрий - Izmenyaemoy Geometriy, "có thể thay đổi được hình dạng") (hay S-22I). Cánh điều khiển bằng tay, nó có thể quay góc 28°, 45°, và 63°. Những kết quả rất khả quan, nó có thể trình diễn bay tốc độ thấp, khoảng cách cất cánh và hạ cánh giảm xuống một nửa, và đặc biệt là nó có thể mang được nhiều loại vũ khí hạng nặng.

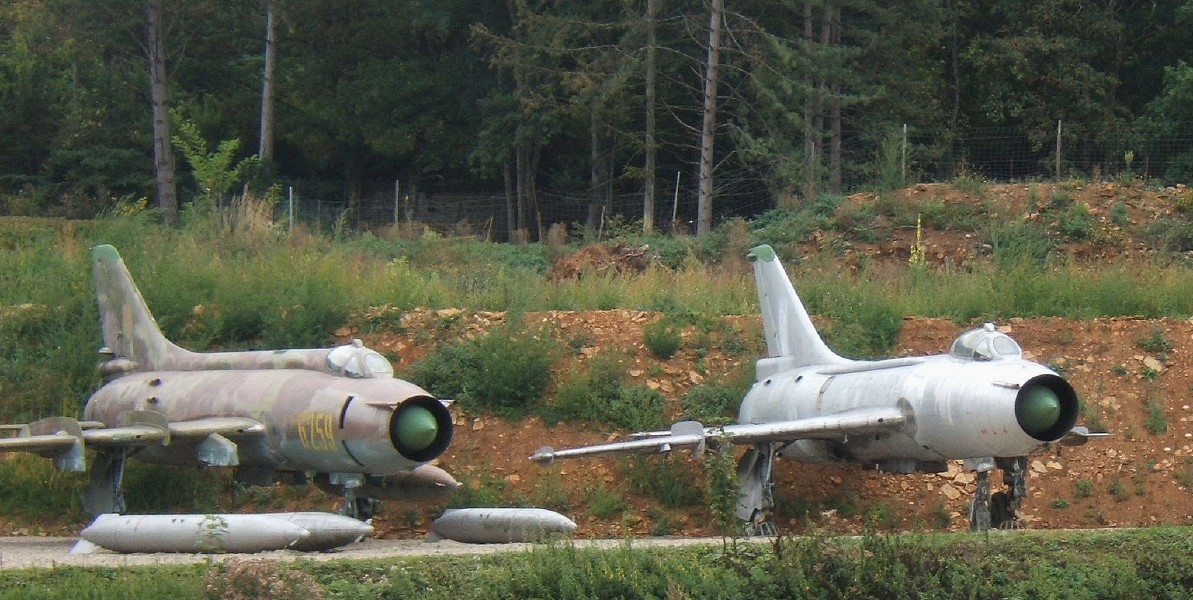
Su-7 (màu trắng bạc) và Su-17 (màu rằn ri nâu) bên cạnh nhau

Những quan sát viên của Phương Tây đã có những ý niệm mơ hồ về loại máy bay mới đã bay thử tại sân bay Domodedovo, Moskva vào tháng 7 năm 1967, họ được xem như loại máy bay đó là Su-7IG (tên ký hiệu của NATO 'Fitter-B') chỉ bay thử nghiệm, và họ đã rất ngạc nhiên khi các đơn vị không quân của Liên Xô trang bị loại máy bay đó vào năm 1972.
Loại máy bay mới, được biết đến trong các phòng thiết kế là S-32, đã có tên gọi chính thức là Su-17. Trong các hoạt động tại các đơn vị nó thường được gọi với cái tên "Strizh", tiếng Nga cho "Martlet - Chim nhạn không chân". Phiên bản sản xuất chính đầu tiên là Su-17M, với động cơ khỏe hơn và hệ thống điện tử mới, như thùng nhiên liệu thêm ở trên lưng. Một phiên bản xuất khẩu "làm nhẹ bớt" đã được thiết kế với tên gọi Su-20, với các giảm bớt tiêu chuẩn trang bị. Cả ba phiên bản đầu tiên đều được NATO gán tên là Fitter-C.
Su-17 được thiết kế chủ yếu cho nhiệm vụ ném bom chiến thuật tấn công các mục tiêu mặt đất. Nó cũng có thể làm nhiệm vụ thứ 2 - tiêm kích phòng không với khả năng mang 2 tên lửa không đối không tầm nhiệt R-60 hoặc K-13, tuy nhiên nhiệm vụ này chỉ là phụ: kết cấu cánh đặc biệt khiến Su-17 không có khả năng cơ động cao - tính sống còn trong không chiến. Hơn thế, việc không đuợc trang bị radar cũng khiến cho Su-17 không có khả năng phát hiện mục tiêu trên không ngoài tầm nhìn của phi công.

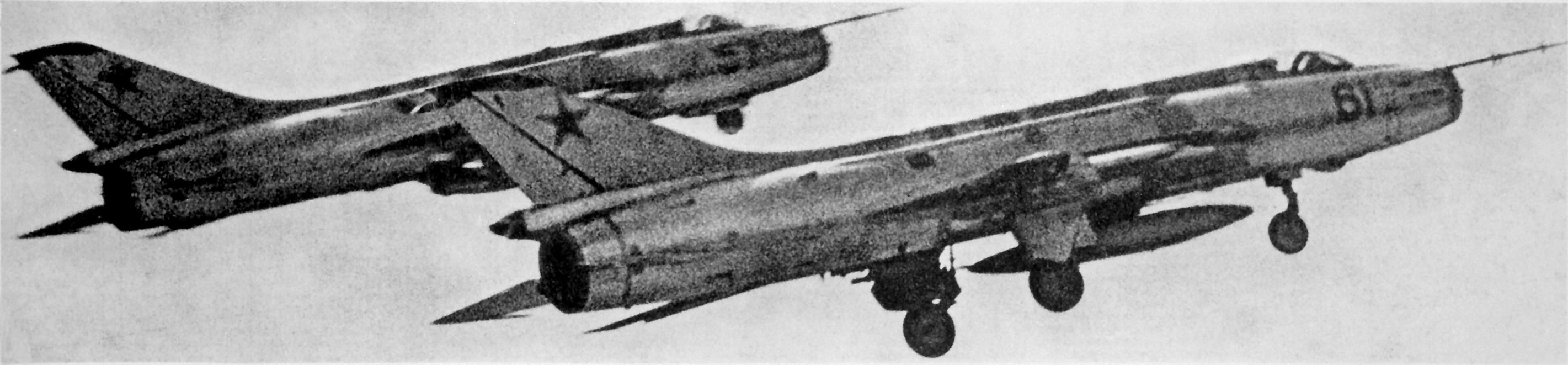
2 chiếc Su-17 của Không quân Liên Xô

Sukhoi OKB sau này đã phát triển một danh sách dài những phiên bản có tính năng ưu việt. Phiên bản dành cho Không quân Liên Xô có tên gọi là Su-17, phiên bản xuất khẩu tương đương có tên gọi là Su-22. Khoảng 3.000 chiếc Su-17 và các phiên bản của nó đã được sản xuất từ giữa năm 1966 đến khi kết thúc sản xuất vào năm 1991, thời điểm mà Liên Xô tan rã.
Phiên bản cuối cùng mà Liên Xô chế tạo là Su-22M4, có thể mang được 2 tên lửa không đối đất Kh-29 dùng để tấn công các mục tiêu mặt đất (gồm kho tàng, bến bãi, nhà xưởng, cầu cống, sân bay) hoặc tàu chiến trên biển. Kh-29 được trang bị đầu đạn nặng 320 kg, trong đó có 116 kg chất nổ mạnh. Tên lửa sử dụng động cơ nhiên liệu rắn cho phép đạt tốc độ tối đa 2.900 km/h, tầm bắn đạt 10–30 km tùy từng biến thể. Kh-29 có khả năng gây hư hại nặng tàu chiến có lượng giãn nước lên tới 10.000 tấn. Ngoài tên lửa Kh-29, Su-22M4 cũng có thể mang tên lửa chống radar Kh-28 có tầm bắn lên đến 110 km, đầu đạn 140 kg, sử dụng phương pháp dẫn bắt kết hợp giữa dẫn hướng quán tính và radar thụ động pha cuối để tiêu diệt các trạm radar.

## Chiến đấu
Liên Xô đã sử dụng rộng rãi Su-17 trong Chiến tranh Liên Xô - Afghanistan (1979 - 1989), với 100 - 150 chiếc được huy động trong cuộc chiến đó. Su-17 đã hoạt động liên tục trong điều kiện khắc nghiệt của vùng sa mạc, với những sân bay nằm ở độ cao lớn, nhiệt độ cao, nhiều bụi cát... Mức độ sẵn sàng chiến đấu của Su-17 vượt qua cả máy bay cường kích Su-25 và các trực thăng vũ trang như Mi-24. Vào mùa hè, mật độ xuất kích của Su-17 tăng gấp rưỡi. Một số chiếc đã bị bắn hạ bởi tên lửa đất đối không FIM-92 Stinger của Mỹ. 3 chiếc Su-17 đã bị bắn hạ bởi những chiếc F-16 của Pakistan, khi những chiếc máy bay Liên Xô bay lạc vào không phận Pakistan.
Do được thiết kế cho nhiệm vụ tấn công mặt đất nên khả năng cơ động của Su-17 khá kém, dù phiên bản cải tiến Su-7B đã có những thay đổi. Nó khá lớn, gây nhiều tiếng ồn và tạo nhiều khói. Dù được thiết kế với nhiệm vụ chính là tấn công mặt đất, nhưng nó lại phải tham gia không chiến tương đối nhiều (bởi phần lớn các nước sử dụng nó là những nước nhỏ, không có nhiều máy bay kiểu khác để lựa chọn), và tất nhiên nó dễ bị đánh bại bởi máy bay tiêm kích đối phương trong tình huống đó. Ngoài ra, khả năng bảo trì thấp, chiến thuật kém của các nước này cũng dẫn đến nhiều tổn thất không đáng có đối với Su-17.
Ở Syria, các máy bay Su-20 và Su-22 (các phiên bản xuất khẩu của Su-17) của nước này đã được sử dụng trong cuộc chiến Yom Kippur năm 1973 và chiến tranh Lebanon 1982, nhiều chiếc bị Không quân Isarel bắn hạ.
Những chiếc 'Fitter' cũng được sử dụng trong chiến tranh ở Libya và Iraq. 2 chiếc Fitter của Libya đã bị bắn hạ trong sự kiện Vịnh Sidra bởi những chiếc tiêm kích F-14 Tomcat của Hải quân Hoa Kỳ vào ngày 19 tháng 8 năm 1981. Nhiều chiếc cũng đã bị mất trong suốt cuộc Chiến tranh Iran - Iraq vào những năm 1980, và hơn 6 chiếc đã bị Không quân Hoa Kỳ bắn hạ trong Chiến tranh Vùng Vịnh.
Trong cuộc Chiến tranh Vùng Vịnh 1991, Không quân Iraq tiếp tục mất thêm nhiều máy bay Su-22 vì bị các máy bay tiêm kích F-15C của Hoa Kỳ bắn hạ, cũng như vì các cuộc không kích.
Tại Angola, trong giai đoạn 1987 - 1994, các máy bay Su-22 đã tham chiến không kích phiến quân UNITA và một số đã bị bắn hạ.
Không quân Yemen đã bị mất một số Su-22 vì lý do kĩ thuật và hỏa lực phòng không khi sử dụng các máy bay Su-22 để chống lại các lực lượng nổi dậy ở nước này.
Tại Nam Mỹ, Peru là nước duy nhất có trang bị máy bay Su-22. Ngày 24/4/1992, một chiếc Su-22 đã tấn công máy bay vận tải quân sự Lockheed C-130H Hercules của Mỹ ở phía tây Lima, làm 6 trong số 14 thành viên phi hành đoàn bị thương vong. Sự việc này đã gây ra những sự cố chính trị - ngoại giao nghiêm trọng giữa hai nước.
Tiếp đó, vào năm 1995, chiến tranh giữa Peru và Ecuador bùng nổ. Những chiếc Su-22 đã thực hiện khoảng 45 phi vụ chiến đấu. Ngày 10/2/1995, hai chiếc tiêm kích Dassault Mirage F1JA của Ecuador đã bắn hạ hai chiếc Su-22 của Peru tại vùng thung lũng Cenepa. Sau đó, Peru tổ chức phản công gồm 20 chiếc Su-22 ở El Pato, nên phía Ecuador đã dừng việc tấn công các cảng biển của nước này.
Không quân Nga đã cho những chiếc Su-17 về hưu, nhưng còn khoảng 300 chiếc vẫn đang hoạt động trong biên chế của không quân các nước khác trên thế giới, trong đó có Việt Nam.

### Tham giachiến dịch CQ-88ởViệt Nam
Không quân Nhân dân Việt Nam bắt đầu tiếp nhận những chiếc Su-22M/UM từ Liên Xô, một biến thể cải tiến dành cho xuất khẩu của Su-17, từ năm 1979 để dần thay thế cho các loại máy bay chiến đấu MiG-17, MiG-19 đã lạc hậu. Su-22 là chiến đấu cơ phản lực đầu tiên của Việt Nam bay ra được tới quần đảo Trường Sa. Sáng ngày 10/2/1988, phi công Vũ Xuân Cương đã thành công chuyến bay nhiệm vụ đầu tiên trên cường kích Su-22M (số hiệu 5815) từ Phan Rang ra tuần tiễu Trường Sa.
Sau hải chiến Trường Sa, ngày 30/3/1988, Việt Nam quyết định tăng cường bay huấn luyện trên biển xa cho phi đội Su-22M nhằm nâng cao khả năng tác chiến trên biển. Ngày 24/4, 3 chiếc Su-22M được điều từ Thọ Xuân (Thanh Hóa) vào Phan Rang. Cuối tháng 6, có thêm 10 chiếc Su-22M nữa vào Phan Rang. Từ Phan Rang bay ra Trường Sa là gần 600 km. Thời điểm đó, phương tiện dẫn đường của Việt Nam chỉ có bán kính 300 km nên sau đó phi công phải tự bay 300 km nữa mà không có dẫn đường. Giữa biển cả, việc xác định vị trí là cực kỳ khó khăn, không có địa tiêu nào để phi công dựa vào phán đoán tọa độ, thời tiết lại hay thay đổi đột ngột. Bán kính tác chiến của Su-22M là 630 km, chỉ vừa đủ để tới Trường Sa, vì vậy nếu sai lệch về hướng bay thì không còn đủ nhiên liệu để về đến đất liền. Các đơn vị Su-22M phải khắc phục rất nhiều khó khăn và cả nguy hiểm để huấn luyện cấp tốc việc bay ra đảo Trường Sa
Ngày 14 tháng 4 năm 1988, con tàu không số của Lữ đoàn 125 chở theo 35 lính công binh và 7 lính hải quân của đơn vị C7 - D3 (Lữ đoàn công binh E83) do Tư lệnh Vùng 4 Hải quân chỉ huy quay lại quần đảo Trường Sa Từ 2h sáng, Hải quân Nhân dân Việt Nam bí mật cho xuồng nhỏ vào thăm dò, rồi tiếp cận, cắm cờ lên đảo Len Đao. Buổi sáng, phát hiện Việt Nam cắm cờ ở Len Đao, Trung Quốc cho 7 tàu khu trục và vô số xuồng nhỏ bao vây đảo. Lúc này, 7 chiếc cường kích Su-22M của Không quân Nhân dân Việt Nam bay từ đất liền ra quần đảo. Thấy máy bay chiến đấu của Việt Nam, ngay lập tức phía tàu Trung Quốc tản ra. Bộ đội Việt Nam tiếp tục xây dựng công sự và bảo vệ đảo Len Đao cho đến ngày hôm nay.

### Tai nạn
Tính đến 26/07/2018, sau gần 50 năm phục vụ trên khắp thế giới, đã có ít nhất 113 chiếc Su-17/20/22 bị rơi do tai nạn, chiếc gần đây nhất là một chiếc Su-22M4 số hiệu 5873 của Trung đoàn Không quân 921, Sư đoàn 371, Quân chủng Phòng không — Không quân (QĐNDVN) rơi tại tỉnh Yên Bái vào ngày 31/01/2023, khiến cho Đại úy phi công cấp 3 Trần Ngọc Duy hi sinh. So với khoảng 2.687 chiếc Su-17/20/22 được chế tạo thì tỷ lệ rơi do tai nạn trên máy bay là 4,3%, tỷ lệ này còn thấp so với những máy bay tiêm kích tiên tiến hơn của phương Tây như F-15 Eagle (tỷ lệ rơi do tai nạn là 10,1%), F-16 Fighting Falcon (tỷ lệ rơi do tai nạn là 14,4%), F/A-18 Hornet (tỷ lệ rơi do tai nạn là 12%).

## Các phiên bản
- Su-7IG ('Fitter-B'): Chuyển đổi từ Su-7BMK để xây dựng khái niệm bay.
- 'Fitter-C' (tên ký hiệu của NATO giống với một số phiên bản):
  - Su-17: Được chế tạo lại với số lượng nhỏ (khoảng 24 chiếc) vào năm 1969, được dựa trên mẫu Su-7U huấn luyện 2 chỗ, với phần lưng phình lên cho các bình chứa nhiên liệu (4.550 lít). Nó giữ lại động cơ Lyulka AL-7F-1 của Su-7 (68.64 kN/15.432 lbf lực đẩy chính hay 99.12 kN/22.282 lbf khi đốt nhiên liệu lần 2).
  - Su-17M: Phiên bản sản xuất chính, bắt đầu sản xuất vào năm 1971, gồm động cơ Lyulka AL-21F-3, 2 chỗ, hệ thống dẫn đường/tấn công mới (giữ lại radar khoảng cách SRD-5M, dù hãm ở đuôi của Su-7BMK). Có vận tốc cực đại là Mach 2.1, phiên bản xuất khẩu tương đương có tên gọi là Su-20.
  - Su-17R: Một số nhỏ máy bay Su-17M trang bị hệ thống trinh sát. Phiên bản xuất khẩu tương đương có tên gọi là Su-20R.
- Su-17M2D ('Fitter-D'): Giới thiệu trong năm 1974 với phần mũi mở rộng 38 cm, loại bỏ radar khoảng cách để cải thiện tầm nhìn của phi công. Phần mũi chứa hệ thống tìm đường laser/dò tìm mục tiêu (LRMTS), radar dẫn đường DISS-7 Doppler. Phiên bản xuất khẩu có tên gọi Su-17M2K ('Fitter-F'), loại bỏ LRMTS, thay thế động cơ cũ bằng động cơ Tumansky/Khatchaturov R-29BS-300 (tương tự như trên tiêm kích cánh cụp cánh xòe MiG-23) công suất sau khi đốt nhiên liệu lần 2 là 112.76 kN (25.348 lbf).
- Su-17UM2D ('Fitter-E'): Phiên bản huấn luyện 2 chỗ đầu tiên, dựa trên Su-17M2D, nhưng có một số điểm khác biệt, thân máy bay dài hơn do kính chắn gió di chuyển lên phía trước, có cùng chiều dài như Su-17M. Khả năng mang nhiên liệu bên trong bị giảm bớt và pháo cũng bị loại bỏ, nhưng có hệ thống điện tử và vũ khí đầy đủ. Phiên bản xuất khẩu, sử dụng động cơ R-29BS-300 giống như Su-17M2K, có tên gọi là Su-17UM2K.
- Su-17UM3 ('Fitter-G'): Phiên bản huấn luyện được nâng cao lên, cánh đuôi thẳng đứng và cánh bụng có thể dời đi được. Không giống đa số những model sau của Fitter, nó giữ lại đầu vào không khí, cho phép máy bay đạt được vận tốc Mach 2.1. Hệ thống điện tử không chiến bị loại bỏ cho hệ thống mới cho phép huấn luyện viên mô phỏng những cuộc tấn công và tình trạng khẩn cấp khi đang bay. Phiên bản huấn luyện có tên gọi Su-22UM3K, một số sử dụng động cơ Lyulka, còn số khác dùng động cơ Tumansky/Khatchaturov.
- Su-17M3 ('Fitter-H'): Phiên bản một chỗ ngồi dựa trên Su-17UM2D, nhưng chỉ với buồng lái đơn, giữ lại 2 pháo. Radar Doppler di chuyển vào trong. Giá treo tên lửa K-13 (AA-2 'Atoll') hoặc R-60 (AA-8 'Aphid') được thêm vào giữa 2 giá treo mỗi cánh. Khả năng chứa nhiên liệu bên trong gia tăng với 4.850 lít. Phiên bản xuất khẩu, giống phần lớn ngoại trừ sử dụng động cơ R-29BS-300, có tên gọi Su-22M3K ('Fitter-J').

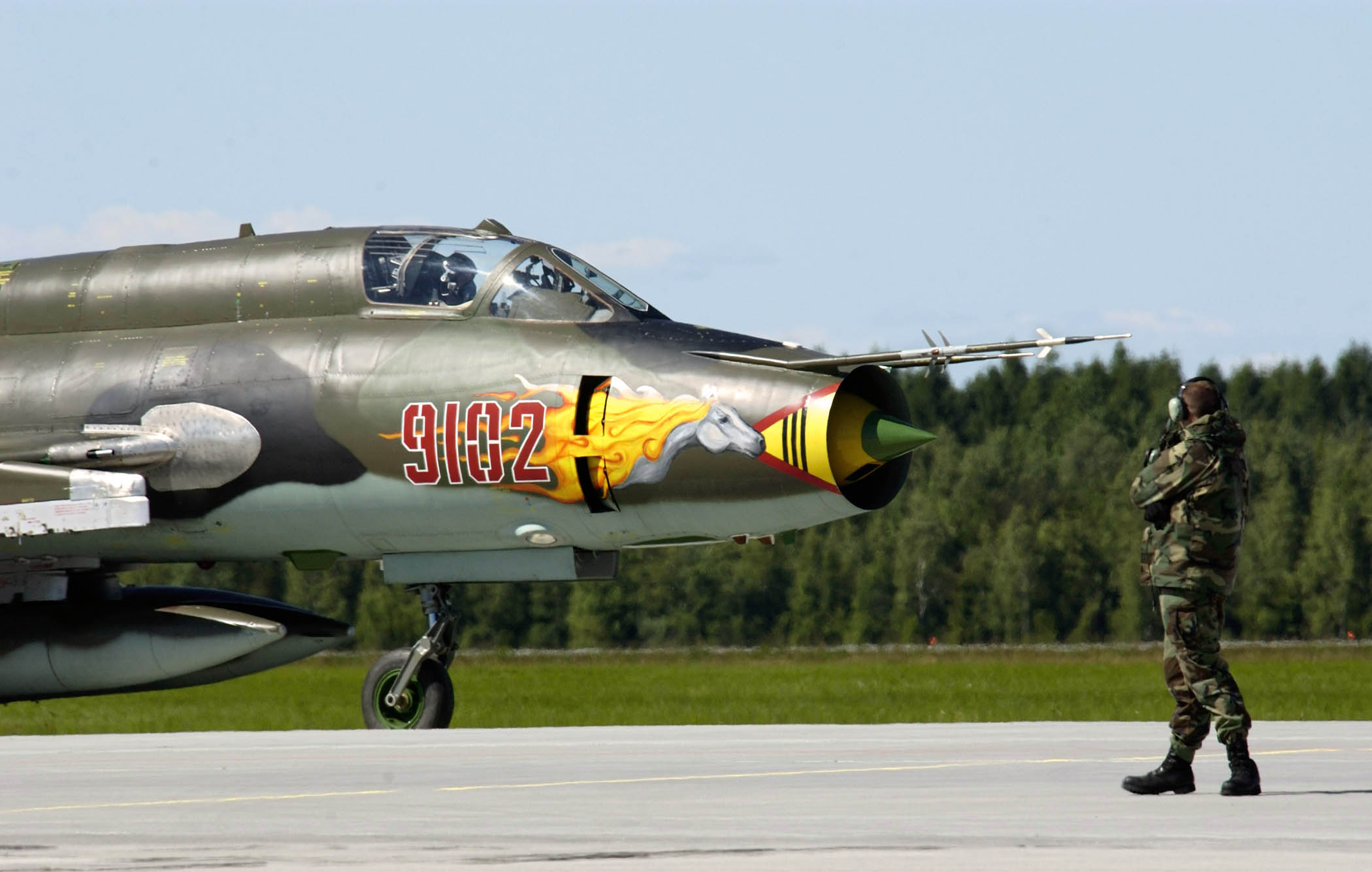
Su-22M4

- Su-17M4 ('Fitter-K'): Phiên bản sản xuất cuối cùng, sản xuất bắt đầu vào năm 1980, với việc nâng cấp đáng kể hệ thống điện tử, gồm hệ thống dẫn đường RSDN (giống với LORAN), dẫn đường tín hiệu, dẫn đường quán tính, hệ thống đo khoảng cách laser mạnh hơn, sóng định vị vô tuyến, và hệ thống radar cảnh báo SPO-15LE ('Sirena'). Thêm những khe nạp không khí bổ sung (gồm bộ nạp không khí ở cánh) để có thêm luồng không khí làm mát động cơ. 'Fitter-K' trang bị tên lửa tự dẫn truyền hình và vũ khí chùm tên lửa chống radar BA-58 Vyuga. Tùy chọn thêm hệ thống phòng thủ gồm các chùm kim loại gây nhiễu, pháo sáng gây nhiễu. Phiên bản xuất khẩu có tên gọi Su-22M4.
- Su-22M5: phiên bản nâng cấp trọn gói của Nga - Pháp liên doanh cho các máy bay hiện nay, với buồng lái hiện đại, HOTAS, hệ thống điện tử cải tiến. Loại bỏ hệ thống đo khoảng cách bằng laser, thay vào đó là radar Phazotron/Thomson-CSF 'Phathom'.

## Các nước sử dụng

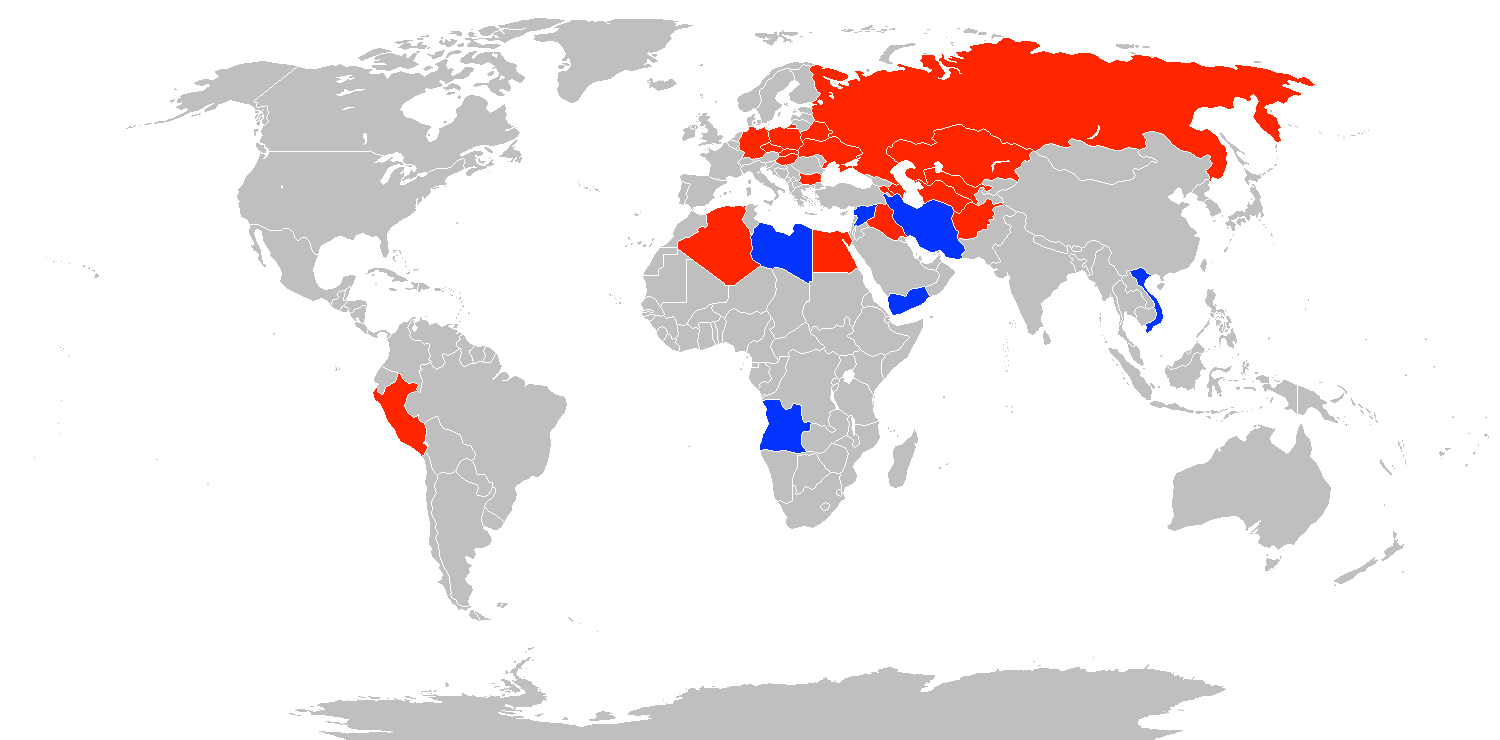
Bản đồ các nước sử dụng Su-17/Su-20/Su-22

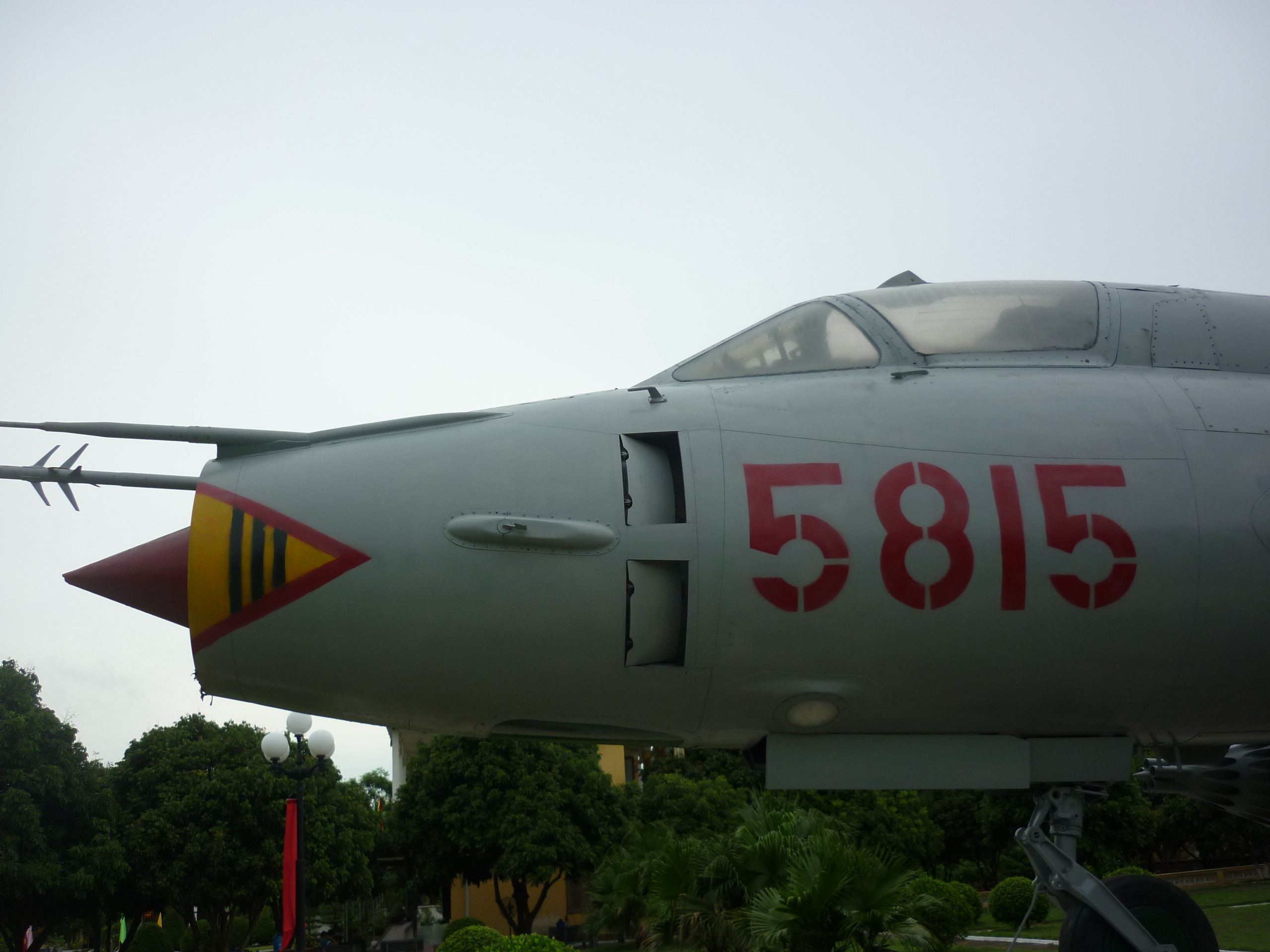
Chiếc Su-22M số hiệu 5815 này thuộc Trung đoàn 923 Không quân Nhân dân Việt Nam đã tham gia chuyến tuần tra biển đầu tiên tại quần đảo Trường Sa ngày 10 tháng 2 năm 1988.

ArmeniaNhiều chiếc phục vụ trong Không quân Armenia, số lượng chính xác không biết rõ.
 Afghanistankhoảng 70 chiếc đã được cung cấp cho không quân Afghanistan vào năm 1982, gồm cả 45 Su-22M4 được chuyển vào năm 1984.
 AlgérieKhông quân Algeria sử dụng 32 chiếc, không còn hoạt động.
 AngolaLực lượng Phòng không và Không quân Nhân dân Angola sử dụng 22 chiếc Su-22.
 AzerbaijanKhông quân Azerbaijan dùng 2 chiếc Su-17.
 BelarusKhông quân Belarus nhận được những chiếc Su-17 từ Không quân Xô viết, không còn sử dụng.
 BulgariaKhông quân Bulgaria sử dụng 18 Su-22M4 và 3 Su-22UM, không còn sử dụng.
 Cộng hòa SécKhông quân Séc nhận được 31 Su-22M4 và 5 Su-22UM3K. Ngừng hoạt động năm 2002.
 Tiệp KhắcTiệp Khắc chia Su-22 (49 Su-22M4 và 8 Su-22UM3K năm 1992) cho Cộng hòa Séc và Slovakia năm 1993.
 Đông Đức
Luftstreitkräfte der NVA sử dụng Su-22 đến khi thống nhất nước Đức, máy bay được chuyển cho Luftwaffe.
 Ai CậpKhông quân Ai Cập sử dụng 48 chiếc Su-20/22, tất cả đã ngừng hoạt động, được thay thế bởi F-4 Phantom II và F-16 Fighting Falcon.
 ĐứcSu-22 được chuyển từ Đông Đức, không hoạt động trong Luftwaffe, một số máy bay được sơn màu của Luftwaffe để thử nghiệm và đánh giá.
 HungaryKhông quân Hungary dùng 12 Su-22M3 và 3 Su-22UM3 từ năm 1983. 2 chiếc hai chỗ và một chiếc huấn luyện đã rơi. Ngừng hoạt động năm 1997.
 IraqKhông quân Iraq sử dụng một số kiểu Su-22, một số đã chạy sang Iran năm 1991.
 IranKhông quân Cộng hòa Hồi giáo Iran sử dụng một số kiểu Su-20 và Su-22.
 LibyaKhông quân Libya có 90 Su-22, có 40 Su-22M3 và Su-22UM3K đang hoạt động.
 CHDCND Triều Tiên30 chiếc hiện đang hoạt động trong Không quân Bắc Triều Tiên.
 PerúKhông quân Peru có 35 Su-22M, Su-22M3, và Su-22UM3.
 Ba LanKhông quân Ba Lan còn 48 Su-22M4K và Su-22UM3K trong tổng số 137 chiếc có được. Tất cả sẽ ngừng hoạt động trước 2012.
 NgaKhông quân Nga nhận được từ Liên Xô. Năm 1998, Su-17 chính thức nghỉ hưu trong Không quân Nga.
 SlovakiaQuân chủng Phòng không - Không quân Slovakia có 18 Su-22M4 và 3 Su-22UM3K nhận từ Tiệp Khắc năm 1993.
 Liên XôChuyển cho các quốc gia SNG.
- Không quân Xô viết
- Hàng không Hải quân Xô viết

 Syria60 Su-22 đang hoạt động trong Không quân Syria.
 TurkmenistanSu-17 đang hoạt động trong Không quân Turkmenistan.
 Ukraina40 Su-17 đã ngừng hoạt động.
 UzbekistanSu-17 không rõ tình trạng trong Không quân Uzbekistan.
 Việt Nam3 trung đoàn Su-22 được vận hành bởi Không quân Nhân dân Việt Nam.
 Yemen50 Su-22 phục vụ trong Không quân Yemen.

## Thông số kỹ thuật (Su-17M4 'Fitter-K')
Dữ liệu từ Sukhoi

### Đặc điểm riêng
- Phi hành đoàn: 1
- Chiều dài: 19.03 m (62 ft 5 in) kể cả ống không tốc
- Chiều dài: 17.34 m _thân máy bay
- Sải cánh: cánh cụp 10.02 m (32 ft 10 in) và cánh xòe 13.68 m (44 ft 11 in)
- Chiều cao: 5.12 m (16 ft 10 in)
- Diện tích cánh: từ 34.5 m² (370 ft²) đến 38.5 m² (415 ft²)
- Trọng lượng rỗng: 12160 kg (26,810 lb)
- Trọng lượng cất cánh: 16400 kg (36,155 lb)
- Trọng lượng cất cánh tối đa: 19430 kg (42,835 lb)
- Động cơ: 1× Lyulka AL-21F-3 76.5 kN (17.200 lbf) - 109.8 kN (24,675 lbf)
- Nhiên liệu : 4.590 lít (trong thân máy bay) và có thể mang tối đa 4 thùng dầu phụ bên ngoài cánh ( 4.280 lít)

### Hiệu suất bay
- Vận tốc cực đại: 1400 km/h (755 knots, 870 mph) trên biển và 1860 km/h (1,005 knots, 1,155 mph, Mach 1.7) trên độ cao lớn
- Tầm bay: 1.150 km (715 mi) (tấn công) - 2.300 km (1.430 mi) (tuần tiễu)
- Bán kính chiến đấu: 360 km (bay thấp) - 630 km (bay cao) khi mang theo 2.200 kg vũ khí + 2 thùng dầu phụ 2x1.150 lít [12]
- Trần bay: 14.200 m (46,590 ft)
- Vận tốc bay lên: 230 m/s (45.276 ft/min)
- Áp lực lên cánh: 443 kg/m² (90.77 lb/ft²)
- Lực đẩy/trọng lượng: 0.68
- Chiều dài đường băng cất cánh: 900 mét
- Chiều dài đường băng hạ cánh : 950 mét - 1.150 mét

### Vũ khí
- 2 pháo 30 mm NR-30, 80 viên đạn mỗi khẩu.
- 2 giá treo dưới cánh mang 4 tên lửa không đối không tầm nhiệt Molniya R-60 (AA-8 'Aphid').
- 10 giá treo cứng mang được 4.250 kg (9.370 lb) vũ khí (3 vị trí dưới cánh cố định, 4 hoặc 2 trên thân), gồm bom thông thường, rocket, bom napalm, vũ khí hạt nhân chiến thuật. Còn có thể mang tên lửa không đối đất dẫn đường vô tuyến/quang học Kh-23 (AS-7 'Kerry'), Kh-25 (AS-10 'Karen'), Kh-29 (AS-14 'Kedge'), và Kh-58 (AS-11 'Kilter'); bom điều khiển laser.

## Nội dung liên quan

### Máy bay có chung sự phát triển
- Sukhoi Su-7

### Máy bay có tính năng tương đương
- A-7 Corsair II
- SEPECAT Jaguar
- Soko J-22 Orao
- Nanchang Q-5

.